# ایست سنت لوئیس (ایلینوی)
ایست سنت لوئیس، ایلینوی (به انگلیسی: East St. Louis, Illinois) یک شهر در ایالات متحده آمریکا با جمعیت ۲۷٬۰۰۶ نفر است که در ایلی‌نوی واقع شده‌است.

## موقعیت جغرافیایی
موقعیت جغرافیایی شهرها و مناطق اطراف به شرح زیر است: